# Carrizozo
Carrizozo és una població dels Estats Units i seu del comtat de Lincoln a l'estat de Nou Mèxic. Segons el cens del 2000 tenia 1.036 habitants.

## Demografia
Segons el cens del 2000, Carrizozo tenia 1.036 habitants, 435 habitatges, i 264 famílies. La densitat de població era de 147,6 habitants per km².
Dels 435 habitatges en un 23% hi vivien nens de menys de 18 anys, en un 45,3% hi vivien parelles casades, en un 12,4% dones solteres, i en un 39,1% no eren unitats familiars. En el 35,6% dels habitatges hi vivien persones soles el 18,9% de les quals corresponia a persones de 65 anys o més que vivien soles. El nombre mitjà de persones vivint en cada habitatge era de 2,18 i el nombre mitjà de persones que vivien en cada família era de 2,79.
Per edats la població es repartia de la següent manera: un 20,9% tenia menys de 18 anys, un 5,3% entre 18 i 24, un 24,8% entre 25 i 44, un 27,5% de 45 a 60 i un 21,4% 65 anys o més.
L'edat mediana era de 44 anys. Per cada 100 dones de 18 o més anys hi havia 103,7 homes.
La renda mediana per habitatge era de 22.647 $ i la renda mediana per família de 29.625 $. Els homes tenien una renda mediana de 24.583 $ mentre que les dones 17.708 $. La renda per capita de la població era de 12.243 $. Aproximadament el 21% de les famílies i el 26,8% de la població estaven per davall del llindar de pobresa.

## Poblacions més properes
El següent diagrama mostra les poblacions més properes.